# Lijst van granmans van inheemse Surinamers
Dit is een lijst van granmans van inheemse Surinamers.
Er zijn vier grote inheemse volken in Suriname. De Trio en de Wayana hebben granmans, de Arowakken (Lokono) en Karaïben (Kari'na) niet.

## Lijsten

### Trio
- 1997-2021: Asongo Alalaparoe[1]
- 2021-heden: Jimmy Toeroemang[2]

### Wayana
- 1952-1975: Kananoe Apetina[3]
- 1976-2023: Aptuk Noewahe[4]

Trio/Wayana (lijst) · 
Aluku (lijst) · 
Aukaners (lijst) · 
Kwinti (lijst) · 
Matawai (lijst) · 
Paramaccaners (lijst) · 
Saramaccaners (lijst)
politiek in Suriname · granman · kapitein · basja